# Arão Rebelo
Arão Rebelo (Itajaí, 25 de fevereiro de 1906 — Curitiba, 24 de março de 1989) foi um advogado e político brasileiro. Foi eleito como deputado estadual de Santa Catarina em 1933, pelo Partido Liberal Catarinense.

## Vida
Filho de Alfredo José Rebelo e de Maria Leonor da Cunha, estudou no Colégio Santo Antônio, em Blumenau (SC). Além de ter frequentado o Ginásio Catarinense, em Florianópolis, e o Ginásio Parananense, em Curitiba. Bacharelou-se em direito, em 1930 pela Faculdade de Direito do Rio De Janeiro. Advogado com inscrição OAB/SC 001.
Entre 1929 e 1930, ano em que se formou, participou da Aliança Liberal tanto em Santa Catarina, seu estado natal, como no Rio de Janeiro, por meio de comícios e da imprensa. Na sequência, entre 1930 e 1931, foi inspetor do ensino federal em Santa Catarina, além de secretário estadual da Fazenda e Obras Públicas durante a gestão de Ptolomeu de Assis Brasil. Nesse mesmo ano, foi procurados da Junta de Sanções.
Arão Rebelo tornou-se um dos fundadores do Partido Liberal Catarinense (PLC) e, em 1933, é eleito deputado por Santa Catarina para participar da Assembleia Nacional Constituinte daquele ano. As eleições de 1933, no entanto, foram anuladas e Rebelo assume apenas em janeiro de 1934.
Sobre sua atuação como constituinte, ficou marcado pela postura machista e por ser considerado o "inimigo das mulheres". Em seus posicionamentos, colocava-se sempre fortemente contra os direitos políticos femininos.
No ano de 1958, em outubro, torna-se segundo-suplente de deputado federal por Santa Catarina, eleito na legenda do Partido Social Democrático.
Ao longo de sua carreira política, Arão Rebelo ainda contribuiu para a Gazeta do Povo, de Curitiba, e para a Gazeta de Notícias, do Rio de Janeiro.
Casou-se com Julieta Brandão Rebelo, mãe de seus dois filhos.

## Carreira
Seus filhos, Péricles Rebelo (1940) e Brigida Rebelo (1945)
Foi deputado à Câmara dos Deputados (1933 — 1937).
Secretário Estadual de Fazenda e Obras (1933).
Deputado Constituinte pelo PL (1934).